# Rondonops
Rondonops is een geslacht van hagedissen uit de familie Gymnophthalmidae.
De groep werd in 2015 voor het eerst wetenschappelijk beschreven door een groep van biologen; Guarino Rinaldi Colli, Marinus Steven Hoogmoed, David Charles Cannatella, José Cassimiro da Silva Jr., Jerriane Oliveira Gomes, José Mario Beloti Ghellere, Pedro Murilo Sales Nunes, Katia Cristina Machado Pellegrino, Patricia E. Salerno, Sergio Marques de Souza en Miguel Trefaut Rodrigues. Er zijn twee soorten die net als het geslacht zelf pas in 2015 zijn beschreven. In veel literatuur wordt de groep daarom nog niet vermeld.
Alle soorten komen voor in delen van Zuid-Amerika en leven endemisch in Brazilië.

## Soortenlijst
| Soorten uit het geslacht Rondonops | Soorten uit het geslacht Rondonops | Soorten uit het geslacht Rondonops     |
| ---------------------------------- | ---------------------------------- | -------------------------------------- |
| Naam                               | Auteur                             | Verspreidingsgebied                    |
| Rondonops biscutatus               | Colli et al, 2015 (zie taxobox)    | Brazilië (Mato Grosso, Pará, Rondônia) |
| Rondonops xanthomystax             | Colli et al, 2015 (zie taxobox)    | Brazilië (Amazonas, Pará)              |